# Библиография на Джордж Р. Р. Мартин
Това е списък на произведенията на американския писател на фентъзи и научна фантастика Джордж Р. Р. Мартин, издадени на английски и на български език до 2023 година.

## Серии

### Сказания за Дънк и Ег (TheTales of Dunk and Egg)
1. The Hedge Knight (1998) – повест, в антологията Legends: Short Novels by the Masters of Modern Fantasy (съст. Робърт Силвърбърг)
Песен за леда и огъня: Странстващият рицар, в сборника „Легенди“, изд. „Бард“ (2000), прев. Крум Бъчваров, ISBN 954-585-111-2
2. The Sworn Sword (2003) – повест
3. The Mystery Knight (2010) – повест

- A Knight of the Seven Kingdoms (2015) – Компилация (части 1 – 3)
Рицарят на Седемте кралства, изд. „Бард“ (2013), прев. Валерий Русинов, Венцислав Божилов, ISBN 978-954-655-431-4

### Песен за огън и лед (A Song of Ice and Fire)
1. A Game of Thrones (1996) – роман, награда „Локус“ (1997), награда „Игнотус“ (2003)
Игра на тронове, изд. „Бард“ (2001), прев. Валерий Русинов,[1] ISBN 954-585-293-3
2. A Clash of Kings (1999) – роман, награда „Локус“ (1999), награда „Игнотус“ (2004)
Сблъсък на крале, изд. „Бард“ (2001), прев. Валерий Русинов,[2] ISBN 954-585-299-2
3. A Storm of Swords (2000) – роман, награда „Локус“ (2001), награда „Игнотус“ (2006)
Вихър от мечове, изд. „Бард“ (2002), прев. Валерий Русинов,[3] ISBN 954-585-310-7
4. A Feast for Crows (2005) – роман
Пир за врани, изд. „Бард“ (2006), прев. Валерий Русинов,[4] ISBN 978-954-585-964-9
5. A Dance with Dragons (2011) – роман, награда „Локус“ (2012)
Танц с дракони, изд. „Бард“ (2011), прев. Валерий Русинов,[5] ISBN 9546552655
6. The Winds of Winter – предстоящ роман
7. A Dream of Spring – предстоящ роман

#### Други произведения в света на „Песен за огън и лед“
- Blood of the Dragon (1996) – повест, в Asimov's Science Fiction Magazine (юли), награда „Хюго“ (1997)
- Path of the Dragon (2000) – повест, пак там (декември)
- The Lands of Ice and Fire: Maps from King's Landing to Across the Narrow Sea (2012) – колекция от географски карти
- The Wit and Wisdom of Tyrion Lannister (2013) – илюстрована колекция от цитати
Тирион Ланистър – мъдрият шегобиец, изд. „Сиела“ (2017), ISBN 978-954-655-772-8
- The Princess and The Queen, or, The Blacks and The Greens (2013) – повест, в сборника Dangerous Women (съредактор с Гарднър Дозоа)
- The Rogue Prince, or, A King’s Brother (2014) – разказ/новела, в сборника Rogues (съредактор с Гарднър Дозоа)
Принцът разбойник, или Братът на краля, в сборника „Разбойници“, изд. „Сиела“ (2015), прев. Богдан Русев, ISBN 978-954-28-1712-3
- The World of Ice & Fire: The Untold History of Westeros and The Game of Thrones (2014) – с Елио М. Гарсия-младши и Линда Антънсън
Светът на огън и лед, изд. „Сиела“ (2014), прев. Емануил Томов, ISBN 978-954-28-1635-5
- The Sons of the Dragon (2017) – повест, в сборника The Book of Swords (съст. Гарднър Дозоа)
Синовете на дракона, в сборника „Книга на мечовете", изд. „Бард“ (2018), прев. Иван Иванов, ISBN 978-954-655-842-8
- Game of Thrones Coloring Book (2015)
Игра на тронове: рисувателна книга, изд. „Бард“ (2015), ISBN 978-954-655-640-0
- A Game of Thrones / A Clash of Kings / A Storm of Swords / A Feast for Crows (2011) – компилация (части 3 – 5)
- A Song of Ice and Fire: The Story Continues (2012) – компилация (части 1 – 5)
- Възходът на Дракона. Илюстрована история на династията Таргариен, изд. „Студио Артлайн“ (2023), ISBN 9786191933426

### Хиляда светове (Thousand Worlds)
Неофициално заглавие, касаещо 24 разказа, повести и новели, свързани с цикъла „Песен за огън и лед“.
- The Hero (1971) – разказ, в Galaxy Magazine (февруари 1971)
„Героят“, в „Приказни песни“, изд. „Бард“ (2015), прев. Милко Стоименов
- A Song for Lya (1974) – повест, в Analog Science Fiction/Science Fact (юни), награда „Хюго“ (1975) 
„Песен за Лиа“, в сборника „Нощен летец“, изд. „Бард“ (2018), прев. Милко Стоименов
- And Seven Times Never Kill Man (1975) – разказ/повест, пак там (юли)
„И седем по нивга не убивай човек“, в сборника „Нощен летец“, изд „Бард“ (2018), прев. Юлиян Стойнов
- The Runners (1975) – разказ, в The Magazine of Fantasy and Science Fiction (септември)
„Да бягаш“, в сп. „Фантастични истории“, бр. 0 (1991)
- Men of Greywater Station (1976) – повест, с Хауърд Уолдроп, в сп. Amazing Stories (март)
- This Tower of Ashes (1976) – разказ, в сборника Analog Annual (съст. Бен Бова)
„Кула от пепел“, в „Приказни песни“, изд. „Бард“ (2015), прев. Милко Стоименов
- Starlady (1976) – разказ/новела, в сборника Science Fiction Discoveries (съст. Керъл и Фредерик Пол)
- In the House of the Worm (1976) – повест, в сборника The Ides of Tomorrow: Original Science Fiction Tales of Horror (съст. Тери Кар)
„В дома на Червея“, изд. „Сиела“ (2017), прев. Богдан Русев, ISBN 978-954-28-2481-7
- The Stone City (1977) – повест, в сборника New Voices in Science Fiction: Stories by Campbell Award Nominees
„Каменният град“, в „Пясъчните крале“, изд. „Бард“ (2010), прев. Юлиян Стойнов
- Dying of the Light (1977) – роман, в Analog Science Fiction/Science Fact (април 1977 г.)
„Смъртта на светлината“, изд. „Бард“ (2015), прев. Валерий Русинов, ISBN 978-954-655-580-9
- Bitterblooms (1977) – разказ/новела, в Cosmos Science Fiction and Fantasy Magazine (ноември 1977 г.)
- The Way of Cross and Dragon (1979) – разказ/новела, в сп. Omni (юни), награда „Хюго“ (1980), награда „Локус“ (1980)
- Sandkings (1979) – новела, пак там (август), награда „Хюго“ (1980), награда „Небюла“ (1980), награда „Локус“ (1980)
„Пясъчните крале“, в „Пясъчните крале“, изд. „Бард“ (2010), прев. Юлиян Стойнов
- Nightflyers (1980) – повест, в Analog Science Fiction/Science Fact (април), награда „Локус“ (1981)
„Нощен летец“, в „Пясъчните крале“, изд. „Бард“ (2010), прев. Юлиян Стойнов
- The Glass Flower (1986) – новела/повест, в Isaac Asimov's Science Fiction Magazine (септември)
Стъкленото цвете, в „Приказни песни“, изд. „Бард“ (2015), прев. Милко Стоименов

#### Хавиланд Тъф (Haviland Tuf)
- A Beast for Norn (1976) – разказ/новела, в сборника Andromeda I (съст. Питър Уестън)
„Звяр за Норн“, в „Пътешествията на Тъф“, ИК „Бард“ (1996)
- Call Him Moses (1978) – раказ/новела, в Analog Science Fiction/Science Fact (февр.)
„Наричайте го Мойсей“, пак там
- Guardians (1981) – новела/повест, пак там (октомври), награда „Локус“ (1982)
„Пазители“, пак там
- The Plague Star (1985) – повест, пак там (януари)
„Чумавата звезда“, пак там
- Loaves and Fishes (1985) – повест, пак там (октомври)
„Хляб и риба“, пак там
- Second Helpings (1985) – новела, пак там (ноември)
„Втора порция“, пак там
- Manna from Heaven (1985) – повест, пак там (средата на декември)
„Манна небесна“, пак там
- Prologue (Tuf Voyaging) (1986) – пролог към „Tuf Voyaging“
Пролог, пак там
- Tuf Voyaging (1986) – повест (сборник)
Пътешествията на Тъф, изд. „Бард“ (1996), прев. Росен Рашков, ISBN 978-954-655-816-9

### История на Дом Таргариен (A Targaryen History)
1. Fire & Blood: 300 Years Before A Game of Thrones (2018) – роман
Огън и кръв, изд. „Бард“ (2019), прев. Валерий Русинов, ISBN 978-954-655-919-7
2. Fire & Blood, Part II – предстоящ роман

### Планетата на ветровете (Windhaven) – сЛайза Татъл
- The Storms of Windhaven (1975) – повест, награда „Локус“ (1976)
- One-Wing (1980) – повест
- Windhaven (1981) – роман
Планетата на ветровете, изд. „Бард“ (2002), прев. Юлиян Стойнов, ISBN 978-954-585-390-6

### Диви карти (Wild Cards) – междуавторски проект
- Vol I Wild Cards (1987): Prologue – пролог; Interlude One – разказ; Interlude Two – разказ; Interlude Three – разказ; Interlude Four – разказ; Interlude Five – разказ; Shell Games – повест 
„Играта на костенурката“, в „Приказни песни“, изд. „Бард“ (2015))
- Vol II Aces High (1987): Jube – разказ; Winter's Chill – повест
Аса в небето, изд. „Сиела“ (2020), ISBN 978-954-28-3234-8
- Vol III Jokers Wild (1987): Hiram Worchester – разказ
„Хирам Уорчестър“, в „Жокери“, изд. „Сиела“ (2018), прев. Богдан Русев, ISBN 978-954-28-2627-9
- Vol IV Aces Abroad (1988): From The Journal Of Xavier Desmond – повест от 12 разказа
„Из дневника на Ксавиер Дезмънд“, в „Приказни песни“, изд. „Бард“ (2015), прев. Милко Стоименов
- Vol V Down and Dirty (1988): All the King's Horses – разказ
- Vol VII: Dead Man's Hand (1990) – повест, с Джон Дж. Милър
- Vol XI Dealer's Choice (1992): The Great and Powerful Turtle; Bodysnatcher
- Vol XV Black Trump (1995): Jay Ackroyd’s Story – разказ
- Vol XVIII Inside Straight (2008): Crusader – разказ
- Vol XXVIII Three Kings (2020): American Hero

### Серии разкази

#### Работещи с трупове (Corpse Handlers)
- Override (1973), в сп. Analog Science Fiction/Science Fact (септември)
„Свръхконтрол“, в „Нощен летец“, изд „Бард“ (2018), прев. Юлиян Стойнов
- Meathouse Man (1976), в сборника Orbit 18 (съст. Деймън Найт)
„Месаря“, в „Приказни песни“, изд. „Бард“ (2015), прев. Милко Стоименов
- Nobody Leaves New Pittsburg (1976), в сп. Amazing Science Fiction Stories (септември)

#### Звезден пръстен (Star Ring)
- The Second Kind of Loneliness (1972), в сп. Analog Science Fiction and Fact (декември)
„Втори вид самота“, в „Приказни песни“, изд. „Бард“ (2015), прев. Милко Стоименов
- Nor the Many-Colored Fires of a Star Ring (1976), в сборника Faster Than Light (съст. Джак Дан и Джордж Зебровски)
„Нито пъстроцветните огньове на звездния пръстен“, в „Нощен летец“, изд. „Бард“ (2018), прев. Милко Стоименов

## Самостоятелни художествени произведения

### Сборници
- A Song for Lya and Other Stories (1976) – разкази, награда „Локус“ (1977)
- Songs of Stars and Shadows (1977) – разкази
- Sandkings (1981) – повести и разкази, награда „Локус“ (1982)
Пясъчните крале, изд. „Бард“ (2010), прев. Юлиян Стойнов, ISBN 9546550972
- Songs the Dead Men Sing (1983) – разкази
- Nightflyers (1985) – разкази
Нощен летец, изд „Бард“ (2018), прев. Юлиян Стойнов, ISBN 978-954-655-866-4;
- Portraits of His Children (1987) – разкази
- Quartet: Four Tales from the Crossroads (2001) – разкази
- GRRM: A RRetrospective (2003), изд. и като „Dreamsongs“ (2007) – разкази и есета
Приказни песни, изд. „Бард“ (2015), прев. Милко Стоименов, ISBN 978-954-655-620-2 (съкратен вариант на оригинала)
- Starlady / Fast-Friend (2008) – 2 новели

### Романи и повести
- Fevre Dream (1982) – роман
Трескав блян, изд. „Сиела“ (2016), прев. Слави Ганев, ISBN 978-954-28-2161-8
- Unsound Variations (1982) – повест, в сп. Amazing Science Fiction Stories (януари)
„Губещи варианти“, в „Приказни песни“, изд. „Бард“ (2015), прев. Милко Стоименов
- The Armageddon Rag (1983) – роман
- The Skin Trade (1988) – повест, в сборника Night Visions 5 (съст. неизв.), награда „Уърлд Фентъзи“ (1989)
„Търговия с кожи“, в „Приказни песни“, изд. „Бард“ (2015), прев. Милко Стоименов
- Starport (2001) – повест, в сборника „Quartet: Four Tales from the Crossroads“
- Shadow Twin (2004) – повест, с Гарднър Дозоа и Даниел Ейбрахам, в сп. Sci Fiction (юни)
- Hunter's Run (2007) – роман, с Гарднър Дозоа и Даниел Ейбрахам
Бягащият ловец, изд. „Бард“ (2009), прев. Валерий Русинов, ISBN 9546550460

### Разкази и новели
- Only Kids Are Afraid of the Dark (1967), в компилация „GRRM: A RRetrospective“ (2003)
„Само децата се боят от мрака“, в сборника „Приказни песни“, изд. „Бард“ (2015), прев. Милко Стоименов
- The Exit to San Breta (1972), в сборника A Song for Lya and Other Stories
„Пътят към Сан Брета“, в „Приказни песни“, изд. „Бард“ (2015), прев. Милко Стоименов
- A Peripheral Affair (1971) – новела, в The Magazine of Fantasy and Science Fiction (януари)
- Night Shift (1973), в сп. Amazing Science Fiction (януари)
- Override (1973) – разказ, в сп. Analog Science Fiction and Fact (септември)
„Свръхконтрол“, в „Нощен летец“, изд „Бард“ (2018), прев. Юлиян Стойнов; в „Пясъчните крале“, изд. „Бард“ (2010), прев. Юлиян Стойнов
- Slide Show (1973), в сборника Omega съст. (Роджър Елууд)
- With Morning Comes Mistfall (1973), в сп. Analog Science Fiction/Science Fact (май)
„Мъглите падат на разсъмване“, в „Приказни песни“, изд. „Бард“ (2015), прев. Милко Стоименов; „Мистфалът идва с утрото“, в сп. „Върколак“, бр. 2/1997
- Dark, Dark Were the Tunnels (1973), в сп. Vertex: The Magazine of Science Fiction (декември)
- FTA (1974), в сп. Analog Science Fiction/Science Fact (май)
- Run to Starlight (1974) – новела, в сп. Amazing Science Fiction (декември)
- The Last Superbowl Game (1975) – новела, в сп. Gallery (февруари)
- And Seven Times Never Kill Man (1975), в сп. Analog Science Fiction and Fact (юли)
„И седем по нивга не убивай човек“, в „Пясъчните крале“, изд. „Бард“ (2010), прев. Юлиян Стойнов
- Night of the Vampyres (1975) – новела, в сп. Amazing Science Fiction (май)
- ... For a Single Yesterday (1975) – новела, в сборника Epoch (съст. Роджър Елууд и Робърт Силвърбърг)
- Fast-Friend (1976) – новела, в сборника Faster Than Light (съст. Джак Дан и Джордж Зебровски)
„Бързите приятели“, в „Пясъчните крале“, изд. „Бард“ (2010), прев. Юлиян Стойнов
- The Computer Cried Charge! (1976), в сп. Amazing Stories (януари)
- The Lonely Songs of Laren Dorr (1976) – разказ, в сп. Fantastic (май)
„Самотните песни на Ларен Дор“, в „Приказни песни“, изд. „Бард“ (2015), прев. Милко Стоименов
- Patrick Henry, Jupiter, and the Little Red Brick Spaceship (1976), в сп. Amazing Stories (януари)
- Weekend in a War Zone (1977), в сборника „Future Pastimes“ (съст. Скот Еделщайн)
„Уикенд във военна зона“, в „Нощен летец“, изд „Бард“ (2018), прев. Юлиян Стойнов; в „Пясъчните крале“, изд. „Бард“ (2010), прев. Юлиян Стойнов
- Warship (1979) – с Джордж Гътридж, в сп. The Magazine of Fantasy and Science Fiction (април)
- The Way of Cross and Dragon (1979) – разказ, в сп. Omni (юни 1979), награда „Хюго“ 1980 г. за най-добър разказ
- The Ice Dragon (1980) – новела, в сборника „Dragons of Light“ (съст. Орсън Скот Кард)
„Леденият дракон“, изд. „Бард“ (2015), прев. Валерий Русинов, ISBN 978-954-655-566-3
- Remembering Melody (1981), в сп. Rod Serling's The Twilight Zone Magazine (април)
„Спомен от Мелъди“, в „Приказни песни“, изд. „Бард“ (2015), прев. Милко Стоименов
- The Needle Man (1981), в сп. The Magazine of Fantasy & Science Fiction (октомври)
- In the Lost Lands (1982) – разказ, в сборника Amazons II (съст. Джесика Аманда Салмънсън)
„В Изгубените земи“, в „Приказни песни“, изд. „Бард“ (2015), прев. Милко Стоименов
- Closing Time (1982), в сп. Isaac Asimov's Science Fiction Magazine (ноември)
- The Monkey Treatment (1983) – новела, в сп. The Magazine of Fantasy & Science Fiction (юли), награда „Локус“ (1984)
„Терапия с маймуни“, в „Приказни песни“, изд. „Бард“ (2015), прев. Милко Стоименов
- Under Siege (1985) – новела, в сп. Omni (октомври)
„Под обсада“, в „Приказни песни“, изд. „Бард“ (2015), прев. Милко Стоименов
- Portraits of His Children (1985) – новела, в сп. Isaac Asimov's Science Fiction Magazine (ноември), награда „Небюла“ (1986) 
„Портрети на неговите деца“, в „Приказни песни“, изд. „Бард“ (2015), прев. Милко Стоименов
- The Pear-Shaped Man (1987) – новела, в сп. Omni (октомври), награда „Брам Стокър“ (1988) 
„Човекът круша“, в „Приказни песни“, изд. „Бард“ (2015), прев. Милко Стоименов
- From the New York Times (1988), в „Aces Abroad“
- Black and White and Red All Over (2001), в сборника „Quartet: Four Tales from the Crossroads“
- And Death His Legacy (2003), в компилация „GRRM: A RRetrospective“
„И смърт в наследство ни оставя“, в „Приказни песни“, изд. „Бард“ (2015), прев. Милко Стоименов
- The Fortress (2003), пак там
„Крепост“, в „Приказни песни“, изд. „Бард“ (2015), прев. Милко Стоименов
- Doorways (2003), пак там
- The Twilight Zone: The Road Less Traveled (2003), пак там
- The Toys of Caliban (тв. сценарий) (2005), в сп. Subterranean (бр. 1)
- A Night at the Tarn House (2009) – новела, в сборника „Songs of the Dying Earth: Stories in Honor of Jack Vance“ (съст. с Гарднър Дозоа)

### Антологии (съставител и редактор)

#### New Voices: The John W. Campbell Award Nominees
1. New Voices in Science Fiction (1977), изд. и като New Voices I: The Campbell Award Nominees (1978)
2. New Voices II (1979)
3. New Voices III (1980)
4. New Voices 4 (1981)
5. The John W. Campbell Awards, Volume 5 (1984)
6. The John W. Campbell Awards, Volume 6 (неиздадена)

#### Night Visions
- Night Visions 3 (1986), изд. и като Night Visions (1987) и Night Visions: The Hellbound Heart (1988)

#### Old...
С Гарднър Дозоа
- Old Mars (2013) – награда „Локус“ (2014)
Старият Марс, изд. „Сиела“ (2015), прев. Павел Гравусанов, ISBN 978-954-28-1650-8
- Old Venus (2015) – награда „Локус“ (2016)

#### Some of the Best from Tor.com
3. Some of the Best from Tor.com: 2013 Edition – с Елън Датлоу, Клер Еди, Мелиса Фрейн, Лиз Горински, Патрик Нилсън Хайдън, Ан Вандермеер и Ноа Уилър.

#### Warriors (Dozois and Martin anthologies)
С Гарднър Дозоа
1. Warriors 1 (2011)
2. Warriors 2 (2011)
3. Warriors 3 (2011)

- Warriors (2010) – награда „Локус“ (2011)

#### Други
- The Science Fiction Weight-Loss Book (1983) – с Айзък Азимов и Мартин Х. Гринбърг
- La flor de cristal / Musgo de vida (на исп.) (2005) – с Иън Р. Маклауд
- Songs of the Dying Earth: Stories in Honour of Jack Vance (2009), изд. и като Songs of the Dying Earth: Stories in Honor of Jack Vance (2009) – с Гарднър Дозоа
- Songs of Love and Death: All-Original Tales of Star-Crossed Love (2010) – с Гарднър Дозоа
- Down These Strange Streets (2011) – с Гарднър Дозоа
- Songs of Love and Darkness (2012) – с Гарднър Дозоа
- Dangerous Women (2013), изд. и като Dangerous Women: Part I (2014), Dangerous Women 1 (2014), Dangerous Women 2 (2014), Dangerous Women: Part II (2014), Dangerous Women: Part III (2014), Dangerous Women 3 (2014) – с Гарднър Дозоа, награда „Уърлд Фентъзи“ (2014)
- Rogues (2014) – с Гарднър Дозоа, награда „Локус“ (2015)
Разбойници, изд. „Сиела“ (2015), прев. Богдан Русев, ISBN 978-954-28-1712-3

## Документалистика

### Есета, писма, статии, рецензии и др.
- Fan Letter to Stan Lee (1961) – фен писмо до Стан Лий, в комикса Fantastic Four (бр. 20, 1961 г.), първата публикация на автора
- Letter of Comment (1963), във фен сп. Rocket's Blast, бр. 24 (октомври)
- Letter of Comment (1963), пак там, бр. 25 (декември)
- News Item (1963), във фен сп. The Comic World News, бр. 6 (декември)
- Letter of Comment (1964), пак там, бр. 7 (януари)
- Letter of Comment (1964), пак там, бр. 9 (март)
- Can This Hero Be Saved? The Legion of Super-Heroes, Adventure Comics (1964), пак там
- Letter of Comment (1964), във фен сп. Rocket's Blast, бр. 28 (март)
- Letter of Comment (1964), във фен сп. The Comic World News, бр. 10 (април)
- Can This Hero Be Saved? Eclipso, House of Secrets (1964), пак там
- Letter of Comment (1964), във фен сп. Komix Illustrated, бр. 12 (април)
- Letter of Comment (1964), във фен сп. The Comic World, бр. 6 (пролет)
- Letter of Comment (1964), пак там, бр. 11 (май)
- Can This Hero Be Saved? Doctor Solar, Man of the Atom (1964), пак там, бр. 11 (май)
- Letter of Comment (1964), във фен сп. Fighting Hero Comics, бр. 10 (юни)
- Letter of Comment (1964), във фен сп. Rocket's Blast – Comicollector, бр. 31 (юни)
- Letter of Comment (1964), пак там, бр. 33 (септември)
- Letter of Comment (1964), във фен сп. The Comic Reader, бр. 29 (август)
- Letter of Comment (1964), във фен сп. Countdown, бр. 3 (ноември)
- Letter of Comment (1964), пак там, бр. 32 (декември)
- Letter of Comment (1964), във фен сп. Rocket's Blast – Comicollector, бр. 34 (ноември)
- Letter of Comment (1964), във фен сп. YMIR, бр. 1 (декември)
- Letter of Comment (1965), пак там, бр. 2 (февруари)
- Letter of Comment (1965), във фен сп. The Comic World, бр. 7 (януари)
- Letter of Comment (1965), пак там, бр. 35 (март)
- Letter of Comment (1965), във фен сп. Action Hero, бр. 5 (януари)
- Letter of Comment (1965), пак там, бр. 6 (май)
- Letter of Comment (1965), пак там, бр. 38 (юни)
- Letter of Comment (1965), във фен сп. Rocket's Blast – Comicollector, бр. 37 (април)
- Letter of Comment (1965), във фен сп. Cortana, бр. 3 (май)
- Letter of Comment (1965), във фен сп. Texans Only, бр. 4 (юли)
- Letter of Comment (1965), пак там, бр. 5 (септември)
- Letter of Comment (1965), във фен сп. Action Hero, бр. 7 (октомври)
- Letter of Comment (1965), във фен сп. Batwing, бр. 2 (ноември)
- Letter of Comment (1965), пак там, бр. 3 (декември)
- Letter of Comment (1966), във фен сп. Star Studded Comics, бр. 8 (март)
- Letter of Comment (1966), пак там (бр. 9, август)
- Letter of Comment (1966), във фен сп. On the Drawing Board, Vol 2 (бр. 2, юни)
- Letter of Comment (1969), във фен сп. Star Studded Comics (бр. 15, май)
- The Computer Was a Fish (1972), в сп. Analog Science Fiction/Science Fact (август)
- Windy City SF Writers Conference (1973), във фен сп. Locus (бр. 146/ 11 август)
- The Fifth Windy City SF Writers' Workshop (1973), пак там (бр. 150/ 9 ноември)
- Windy City (1973), пак там (бр. 152/ 22 декември)
- Writers Conference (1974), пак там (бр. 155/ 12 февруари)
- First, Sew On a Tentacle (Recipes for Believable Aliens) (1976), в Writing and Selling Science Fiction
- Superbowl XXI (1976), в сп. Science Fiction Review (май)
- Killerbowl (1976) by Gary K. Wolf – рецензия, пак там, за Гари К. Уолф
- A Box of Speculations (1976), пак там (август)
- How Dinosaurs Did It (1976), в спец. изд. на сп. Citadel
- The Infinity Box (1976) by Kate Wilhelm – рецензия, в сп. Science Fiction Review (август), за Кейт Уилхелм
- Glossary (1977), в „Dying of the Light“
- Bitter Medicine (1977), в сп. Science Fiction Review (февруари)
- Time of the Fourth Horseman (1977) by Chelsea Quinn Yarbro – рецензия, в сп. „Science Fiction Review“ (февр. 1977 г.), за Челси Куин Ярбро
- Acknowledgments (1977), в антология New Voices in Science Fiction: Stories by Campbell Award Nominees
- Bob Thurston (1977), в антология New Voices I: The Campbell Award Nominees
- George Alec Effinger (1977), пак там
- George R. R. Martin (1977), пак там
- Jerry Pournelle (1977), пак там
- Lisa Tuttle (1977), пак там
- Ruth Berman (1977), пак там
- Introduction (1977) – увод към Songs of Stars and Shadows
- Blind Voices (1978) by Tom Reamy – рецензия, в сп. Galileo (септ. 1978 г.), за Том Рийми
- History of the Future (Revised) (1978), в сп. Science Fiction Review (септември-октомври)
- The Persistence of Vision (1978) by John Varley – рецензия, пак там, за Джон Варли
- Preface (1979) – пролог към сборника New Voices II
- Woman on the Edge of Time (1979) by Marge Piercy – рецензия, в сп. Science Fiction Review (март), за Мардж Пиърси
- A Writer's Natural Enemy: Editors (1979), пак там (септември-октомври)
- Born to Exile (1979) by Phyllis Eisenstein – рецензия, в сп. Galileo (юли 1979 г.), за Филис Айзенщайн
- Preface (1980) – пролог към антология New Voices III: The Campbell Award Nominees
- Sins of the Reviewers (1981), в сп. Starship (пролет)
- Afterword (True Names) (1981) – послепис към антология Binary Star No. 5 (с Върнър Виндж)
- Preface (1981) – пролог към антология New Voices 4: The John W. Campbell Award Nominees
- Arsen Darnay (1981), пак там
- Joan D. Vinge (1981), пак там
- John Varley (1981), пак там
- M. A. Foster (1981), пак там
- Tom Reamy (1981), пак там
- The Secret to Being a Sci-Fi Guy (1982), в сп. Shayol (бр. 5/ зима)
- Edward Bryant: Ed Who? (1984), в дайджест Westercon 37 Program Book
- Preface (1984) – пролог към антология The John W. Campbell Awards (Volume 5)
- Letter (1984), в сп. Fantasy Review (май)
- Untitled (1984), в сборника The Faces of Science Fiction (автор: Пати Перет)
- Letter (1985), във фен сп. Locus (бр. 292/ май)
- Howard Who? (1986), в компилация Howard Who? (автор: Хауърд Уолдроп)
- Introduction (1986) – увод към антология Night Visions 3
- Preface (1987) – пролог към антология The John W. Campbell Awards, Volume 6, не е пусната в продажба
- Author's Note (1988) – бел. на автора, в антология Masters of Darkness II (съст. Денис Етчисън)
- Introduction (And Seven Times Never Kill a Man) (1989), в антологията Heads to the Storm (съст. Дейвид Дрейк и Сандра Мизъл)
- The Lord of Light (1995), във фен сп. Locus (бр. 415/ август)
- In Memoriam: The Lord of Light (Obituary: Roger Zelazny) (1996), в сп. Asimov's Science Fiction (март), за Роджър Зелазни
- Afterword (2001) – послепис към Jokers Wild
- Introduction Blood of the Dragon (2001), в компилация Quartet: Four Tales from the Crossroads
- Introduction to Black and White and Red All Over (2001), пак там
- Introduction to Skin Trade (2001), пак там
- Introduction to Star Port (2001), пак там
- Introduction to Howard Who? (2001), в сп. Strange Horizons (29 януари)
- Afterword (2001) – послепис към Wild Cards
- Introduction to Travel Diary (2001), в Strange Days: Fabulous Journeys with Gardner Dozois (автор: Гарднър Дюзоа)
- Afterword (2001) – послепис към Wild Cards 2: Aces High
- Introduction (2001) – увод към Meditations on Middle-Earth“ (съст. Керън Хебър)
- Introduction (2002) – увод към A Clash of Kings
- Introduction (2002) – увод към A Game of Thrones
- Afterword (2002) – послепис към антология Aces Abroad
- Letter (2002), във фен сп. Locus (бр. 500/ септември)
- Introduction to „The Hero“ (2003), в антология Wondrous Beginnings (съст. Мартин Х. Грийнбърг и Стивън Х. Силвър)
- Afterword: Men of Greywater Station (2003), в сборника Custer's Last Jump and Other Collaborations (автор: Хауърд Уолдроп)
- I Remember Torcon 2 (2003), в Torcon 3: 61st World Science Fiction Convention
- A Four-Color Fanboy (2003), в компилация GRRM: A RRetrospective
- A Taste of Tuf (2003), пак там
- Doing the Wild Card Shuffle (2003), пак там
- Hybrids and Horrors (2003), пак там
- The Filthy Pro (2003), пак там
- The Heart in Conflict (2003), пак там
- The Heirs of Turtle Castle (2003), пак там
- The Light of Distant Stars (2003), пак там
- The Siren Song of Hollywood (2003), пак там
- The Heart of a Small Boy (2004), в сп. Gigamesh, 40 (2005)
- Phil DeGuere (2005), във фен сп. Locus (бр. 530/ март)
- Introduction (2006) – увод към Lord of Light (автор Роджър Зелазни)
- Guest of Honor Speech: George R.R. Martin (2003) (2006) – реч, в Worldcon Guest of Honor Speeches
- Jack Vance: An Appreciation (2007), в сборника The Jack Vance Treasury, за Джак Ванс
- Jim Rigney, във фен сп. Locus (бр. 562/ ноември), за Джим Ригни
- Looking for Lisa (2007), в World Fantasy Convention 2007
- Afterword (A Night at the Tarn House) (2009), в сборника „Songs of the Dying Earth: Stories in Honor of Jack Vance“
- A Word from George R. R. Martin (The Long Sleep) (2009), в „The Road to Amber“ (автор: Роджър Зелазни)
- Editor's Afterword (Suicide Kings) (2009) – послепис към новелата „Suicide Kings“ (автори: Даниел Ейбрахам, С. Л. Феръл, Виктор Милáн, Мелинда M. Снодграс, Керлълайн Спектър и Иан Трегилис)
- In Memoriam: Roger Zelazny, the Lord of Light (2009), в компилация The Road to Amber (автор: Роджър Зелазни), за Роджър Зелазни
- The Two Rogers (2009), в компилация Nine Black Doves (автор: Роджър Зелазни)
- Afterword (2010) – послепис към новелата Lord of Light (автор: Роджър Зелазни)
- Introduction: Stories from the Spinner Rack (2010) – увод към антология Warriors (съст. с Гарднър Дозоа)
- Star-crossed Lovers (Introduction to Songs of Love and Death) (2010) – с Гарднър Дозоа, в антология Songs of Love and Death: All-Original Tales of Star-Crossed Love
- A Cavil on Chronology (2011), в A Dance with Dragons
- A Game of Thrones: Appendix (2011), в A Game of Thrones
- Introduction: Stories of the Spinner Rack (2011) – увод към антология Warriors 3 (съст. с Гарднър Дозоа)
- A Clash of Kings: Appendix – The Kings and their Courts (2011), в A Clash of Kings
- The Bastard Stepchild (2011), в антология Down These Strange Streets (съст. с Гарднър Дозоа)
- Introduction (2012) – увод към A Feast of Ice and Fire: The Official Game of Thrones Companion Cookbook (автори: Сариан Лерер и Челси Монро-Касел)
- Preface: From Page to Screen (2012), в Inside HBO's Game of Thrones (автор: Брайън Когман)
- About The Skin Trade (2013), в новелата The Skin Trade
- Introduction: Red Planet Blues (2013) – увод към сборника Old Mars
„Въведение. Елегия за Червената планета“, в сборника Старият Марс, изд. „Сиела“ (2015), ISBN 978-954-28-1650-8
- Introduction: Everybody Loves a Rogue (2014) – увод към сборника Rogues
„Всички обичат разбойниците“, в сборника „Разбойници“, изд. „Сиела“ (2015), прев. Богдан Русев, ISBN 978-954-28-1712-3
- Kirby (2014), във фен сп. Locus (бр. 645/ октомври)
- The First Hugo Loser Party (2016), в The MidAmeriCon II Souvenir Book (съст. Джеймс Дж. Мъри)
- In Memoriam, Gardner Dozois: 1947 – 2018 (2018), в сп. Asimov's Science Fiction (март – април 2019 г.), за Гарднър Дозоа
- Editing with Gardner (2018), в Worldcon76: San Jose 2018
- Ursula K. Le Guin: A Brief Tribute (2018), пак там, за Урсула Ле Гуин
- Letter, в „CoNZealand: 78th World Science Fiction Convention (2020)

## Филмография

### Телевизионни филми и сериали, кинофилми
- Епизоди на телевизионния сериал „Зоната на здрача“ (The Twilight Zone):
  - A Day in Beamont/The Last Defender of Camelot' – еп. 24 на Сезон 1, излъчен на 11 април 1986 г в САЩ; тв адаптация на сегмента The Last Defender of Camelot на основа на едноименния разказ на Роджър Зелазни
  - The Once and Future King/A Saucer of Loneliness – еп. 1 на Сезон 2, излъчен на 27 септември 1986 г. в САЩ; тв адаптация на сегмента The Once and Future King на основата на разказ на Брайс Маритано
  - The After Hours/Lost and Found/The World Next Door – еп. 4 на Сезон 2, излъчен на 18 октомври 1986 в САЩ; тв адаптация на сегмента Lost and Found на основата на разказ на Филис Айзенщайн
  - The Toys of Caliban – еп. 5 на Сезон 2, излъчен на 4 декември 1986 г. в САЩ; тв адаптация на основата на неиздаден разказ на Тери Мац
  - The Road Less Traveled – еп. 7 от Сезон 2, излъчен на 18 декември 1986 г. в САЩ; написване
- Епизоди на телевизионния сериал „Красавицата и Звяра“ (Beauty and the Beast):
  - Terrible Saviour – еп. 2 на Сезон 1, излъчен на 2 октомври 1987 г. в САЩ; написване
  - Masques – еп. 5 на Сезон 1, излъчен на 30 октомври 1987 г. в САЩ; написване
  - Shades of Grey – еп. 12 на Сезон 1, излъчен на 8 януари 1988 г. в САЩ; написване с Дейвид Пекинпа
  - Promises of Someday – еп. 16 на Сезон 1, излъчен на 12 февруари 1988 г. в САЩ; написване
  - Ozymandias – еп. 21 на Сезон 1, излъчен на 1 април 1988 г. в САЩ; написване
  - Dead of Winter – еп. 4 на Сезон 2, излъчен на 9 декември 1988 г. в САЩ; написване
  - Brothers – еп. 9 на Сезон 2, излъчен на 3 февруари 1989 г. в САЩ; написване
  - When the Blue Bird Sings – еп. 14 на Сезон 2, излъчен на 31 март 1989 г. в САЩ; тв адаптация с Робърт Джон Гътки на разказ на Робърт Джон Гътки
  - A Kingdom by the Sea – еп. 18 на Сезон 2, излъчен на 28 април 1989 г. в САЩ; написване с Рон Козлов
  - What Rough Beast – еп. 20 на Сезон 2, излъчен на 12 май 1989 г. в САЩ; история с Хауърд Гордън и Алекс Ганза
  - Ceremony of Innocence – еп. 21 на Сезон 2, излъчен на 19 май 1989 г. в САЩ; тв адаптация; история с Хауърд Гордън и Алекс Ганза
  - Snow – еп. 4 на Сезон 3, излъчен на 27 декември 1989 г. в САЩ; написване
  - Beggar's Comet – еп. 5 на Сезон 3, излъчен на 3 януари 1990 г. в САЩ; написване
  - Invictus – еп. 8 на Сезон 3, излъчен на 24 януари 1990 г. в САЩ; написване
- Doorways – телевизионен филм за канал Ей Би Си от 1993 г.; неизлъчен. Издаден като графична новела от IDW Publishing през 2010 г.
- Епизоди на телевизионния сериал „Игра на тронове“ (Game of Thrones):
  - Острият край (The Pointy End) – еп. 8 на Сезон 1, излъчен на 5 юни 2011 г. по HBO САЩ; написване
  - Черна вода (Blackwater) – еп. 9 на Сезон 2, излъчен на 27 май 2012; написване
  - Мечокът и девицата (The Bear and the Maiden Fair) – еп. 7 на сезон 3, излъчен на 12 май 2013 г.; написване
  - Лъвът и розата (The Lion and the Rose) – еп. 2 на Сезон 4, излъчен на 13 април 201 г.; написване

### Филми и сериали, базирани на произведения на Джордж Р. Р. Мартин
- Remembering Melody – еп. 2 от Сезон 2 на телевизионния сериал „Стопаджията“ (The Hitchhiker), излъчен на 27 ноември 1984 г. във Франция; на основата на едноименен разказ „Спомен от Мелъди“ от 1981 г.
- Нощни летци (Nightflyers) – кинофилм, излъчен на 7 април 1988 г. в Австралия; базиран на едноименната новела от 1980 г.
- Епизоди на телевизионния сериал „До краен предел“ (The Outer Limits):
  - The Sandkings – еп. 1 на Сезон 1, излъчен на 26 март 1995 г. в Канада; базиран на едноименната новела „Пясъчни крале“ от 1979 г.
  - Final Appeal – еп. 21 на Сезон 6, излъчен на 3 септември 2000 г. в Канада; базирана на новелата „Пясъчни крале“ от 1979 г.
- Игра на тронове (Game of Thrones) – телевизионен сериал в 8 сезона и 73 епизода, излъчвани в периода 17 април 2011 – 19 май 2019 г., на основата поредицата от фентъзи романи „Песен за огън и лед“

### Видеоигри
- Game of Thrones (2012) – ролева игра, разработена от френската компания Cyanide, базирана на романа „Игра на тронове“; изпълнителен продуцент
- Game of Thrones Ascent (2013) – безплатна онлайн ролева игра, разработена от Disruptor Beam Inc., базирана на поредицата „Песен за огън и лед“Game of Thrones: A Telltale Game Series (2014) – видео игра от 6 епизода, разработена от Telltale Games, базирана на сериала „Игра на тронове“ (края на Сезон 3 и целия Сезон 4)
- Elden Ring (2019) – екшън ролева игра, разработена от FromSoftware и публикувана от Bandai Namco Entertainment; съвместно усилие на режисьора ѝ Хидетака Миядзаки и на Джордж Р. Р. Мартин

### Поява във филми и видеоигри
- В – еп. на Сезон на телевизионния сериал „Красавицата и Звяра“ се появява като Съдържател на ресторант (Restaurant Patron)
- В ролевата игра Game of Thrones от 2012 г. се появява като Maester Martin в Кесълууд (Castlewood)
- На 18 май 2014 г. Мартин се появява като самия себе си в El Skeletorito – еп. 6 на Сезон 7 на шоуто Robot Chicken в нощния телевизионен блок Adult Swim.[6]
- На 17 юни 2014 г. е във Future Legendary Children – еп. 2 на Сезон 10 на пародийния телевизионен сериал Gay of Thrones.
- На 30 октомври 2015 г. се появява в The Collector“ – еп. 8 на Сезон 2 на телевизионния сериал Z Nation по канал SyFy като зомби версия на самия себе, където слага автографи на екземпляри на новия си роман.[7][8]
- Във филма на ужасите от 2015 г. Sharknado 3: Oh Hell No! Мартин е убит докато гледа филм в киното.[9][10]
- В докуметалния филм Meow Wolf: Origin Story от 2018 г. се появява като самия себе си

## Графични произведения

### Графични разкази и новели
- Meet the Executioner (1965), в серията Manta Ray на YMIR (бр. 2/ февруари)
- Powerman vs. The Blue Barrier (1965), в Star Studded Comics (бр. 7/ авг.уст)
- The Strange Saga of the White Raider (1965), в Batwing (бр. 3/ декември)
- The Isle of Dead, Part 1, в серията Manta Ray на YMIR (бр. 5/ януари)
- The Coach and the Computer (1967), в In-Depth (бр. 1/ май)
- Only Kids Are Afraid of the Dark (1967), в серията Doctor Weird на Star Studded Comics (бр. 10/ март)
- The Sword and the Spider (1970), пак там (бр. 1/ есен)
- George R. R. Martin's Doorways (2010 – 2011) – мини-серия от 4 броя, изд. IDW Publishing
- Windhaven: A Graphic Novel (2018) – с Лайза Татъл, изд. Random House Publishing Group

#### Графични адаптации на произведения на Джордж Р. Р. Мартин
- Wild Cards (1990) – мини-серия от 4 броя на изд. Epic Comics. Бр. 1 и 2 с текст на Луис Синър, Уолтън Симънс, Джон Дж. Милър, Уолтър Джон Уилямс, бр. 3 – на Луис Синър, Гейл Герстнър-Милър, Джорж Р. Р. Мартин и бр. 4 – на Луис Синър, Стивън Лей и Хауърд Уолдроп
- Wild Cards: The Hard Call (2008 – 2010), мини-серия от 6 броя на изд. Dabel Brothers Publishing (бр. 1 – 5) и на изд. Dynamite Enetrtaiment (бр. 6), адаптация Даниел Ейбрахам
- George R. R. Martin's Fevre Dream (2010) – серия от 10 броя на изд. Avatar Press, адаптация Даниел Ейбрахам
- George R. R. Martin's Skin Trade (2013 – 2014) – мини-серия от 4 броя на изд. Avatar Press, адаптация Даниел Ейбрахам. Публикувани в компилацията Skin Trade (2014) на изд. Avatar Press.
- George R. R. Martin's In the House of Worm (2014) – мини-серия от 4 броя на изд. Avatar Press, адаптация Джон Дж. Милър
- George R. R. Martin's Meathouse Man (2014) – графичен разказ, адаптация Рая Голдън, изд. Jet City Comics
- Starport (2019) – графична новела, адаптация Рая Голдън, изд. Bantam Books

##### Сказания за Дънк и Ег (The Tales of Dunk and Egg)
- The Hedge Knight (2003 – 2004) – серия от 6 броя на изд. Image Comics (бр. 1 – 3) и на изд. Devil's Due Publishing (бр. 4 – 6), адаптация на Бен Ейвъри. Бр. 1, 2 и 3 са публикувани в компилацията The Hedge Knight Special Collected Edition (2004) на изд. Devil's Due Publishing, а бр. 1 – 6 – в компилациите The Hedge Knight (2005) на изд. Dabel Brothers Productions, The Hedge Knight (2006) на изд. Marvel Trade и The Hedge Knight: The Graphic Novel (2013) на изд. Jet City Comics.
- The Sworn Sword (2007 – 2008) – серия от 6 броя на изд. Marvel Comics, адаптация Бен Ейвъри. Публикувани в компилациите The Hedge Knight II: Sworn Sword #1 (2008) на изд. Marvel и с бонус съдържание в The Sworn Sword: The Graphic Novel #1 (2014) на изд. Jet City Comics.
- The Mystery Knight – отделни комикси липсват. Публикуван в компилацията The Mystery Knight: A Graphic Novel (2017) на изд. Bantam Books, адаптация Бен Ейвъри.

##### Песен за огън и лед (A Song of Ice and Fire)
- George R. R. Martin's A Game of Thrones (2011 – 2015) – серия от 24 броя на изд. Dynamite Entertainment, адаптация Даниел Ейбрахам. Публикувани в компилациите с бонус материали на изд. Bantam Books: A Game of Thrones: The Graphic Novel Vol. 1 (бр. 1 – 6) (2012), A Game of Thrones: The Graphic Novel Vol. 2 (бр. 7 – 12) (2013), A Game of Thrones: The Graphic Novel Vol. 3 (бр. 13 – 18) (2013) и A Game of Thrones: The Graphic Novel Vol. 4 (бр. 19 – 24) (2014).
- A Clash of Kings (2017 – 2019 г.) – серия от 18 броя на изд. Dynamite Entertainment, адаптация Ландри К. Уолкър. Публикувани в компилациите с бонус материали на изд. Bantam Books: A Clash of Kings: The Graphic Novel Volume One (бр. 1 – 6) (2018) и A Clash of Kings: The Graphic Novel Volume Two (бр. 7 – 12) (2019).

## Книги за Джордж Р. Р. Мартин и неговите произведения

### Книги на английски език
- Angelo, James Peter. The People of Ice and Fire: A reference guide of the characters, families and lineages from A Song of Ice and Fire, a fantasy book series by George R.R. Martin (2019)
- Attewell, Steven. Hands, Kings, & City-States: Analyzing a World of Ice and Fire (2015)
- Attewell, Steven. Race for the Iron Throne: Political and Historical Analysis of „A Game of Thrones“ (2018)
- Austin, Bruno. Game of Thrones: The Ultimate Book of Facts Unofficial & Unauthorized (2018)
- Battis, Jes. Mastering the Game of Thrones: Essays on George R.R. Martin's A Song of Ice and Fire (2015)
- Benson, Angel. The Game of Thrones Handbook: Everything You Need to Know About Game of Thrones (2016)
- Briers, Francis. Warrior Philosophy in Game of Thrones (2012)
- Brooks, Mat, John Amble, ML Cavanaugh and James Stavridis (eds.). Winning Westeros: How Game of Thrones Explains Modern Military Conflict (2019)
- Caitlyn, Mariah. Random Game of Thrones Facts You Probably Don't Know: Fun Facts and Secret Trivia (2017)
- Carroll, Shiloh. Medievalism in A Song of Ice and Fire and Game of Thrones (2018)
- Charles, Anthony. Game of Thrones: The Fun Book of Facts (2019)
- Clapton, Michele and Gina Mcintyre. Game of Thrones: The Costumes, the official book from Season 1 to Season 8 (2019)
- Cogman, Bryan, Dany Benioff et al. Inside HBO's Game of Thrones: Seasons 1 & 2 (2012)
- Craven, Bruce. Win or Die: Leadership Secrets from Game of Thrones (2019)
- Dougherty, Martin J. The Wars of the Roses: The Conflict That Inspired Game of Thrones (2015)
- Dricks, Thomas. An Unofficial Game of Thrones Trivia Book: 250 Questions & Answers Exploring the Lands of Essos, Sothoryos & Westeros (2019)
- Dyson, Benedict. Otherworldly Politics: The International Relations of Star Trek, Game of Thrones, and Battlestar Galactica (2015)
- Earls, JS and Tom M. Smith. Orbit: George R.R. Martin: The Power Behind the Thrones (2017)
- Fact Bomb Company Limited. The Little Book of Game of Thrones Facts (2018)
- Fickes, David. What's the Best Game of Thrones Trivia Book?: 1000 Questions Across All 8 Seasons Unofficial & Unauthorized (2019)
- Frankel, Valerie Estelle. Winning the Game of Thrones: The Host of Characters and Their Agendas (2013)
- Frankel, Valerie Estelle. Symbols in Game of Thrones: The Deeper Meanings of Animals, Colors, Seasons, Food, and Much More (2014)
- Frankel, Valerie Estelle. Women in Game of Thrones: Power, Conformity and Resistance (2014)
- Gallegos, Gene. Interpreting Game of Thrones (2015)
- Gjelsvik, Anne and Rikke Schubart (eds.). Women of Ice and Fire: Gender, Game of Thrones and Multiple Media Engagements (2016)
- Hubbard, A. Ron and Anthony Le Donne. Gods of Thrones: A Pilgrim's Guide to the Religions of Ice and Fire Vol. 1 (2018) и Vol. 2 (2019)
- Hunter, George. Game of Thrones Analysis Book of Characters: A In Depth Character Description (2019)
- Hutchinson, Asher and Bruno Austin. The Ultimate Game Of Thrones Quiz Book – 700 questions! (2018)
- Jacoby, Henry and William Irwin (eds.). Game of Thrones and Philosophy: Logic Cuts Deeper Than Swords (2012)
- Jamison, Carroll. Parish Chivalry in Westeros: The Knightly Code of A Song of Ice and Fire (2018)
- Jepson, Rich. Brain Of Thrones: A Game Of Thrones Quiz Book (2015)
- Jonathan, F. C.. Game of Thrones Quiz: Let’s know how much you know about Game of Thrones series (2019)
- Kaiser, Rowan. 100 Things Game of Thrones Fans Should Know & Do Before They Die (2017)
- Keen, Helen. The Science of Game of Thrones: From the genetics of royal incest to the chemistry of death by molten gold – sifting fact from fantasy in the Seven Kingdoms (2016)
- Kidron, Jil, Howard Quinn et al. The Thrones Effect: How HBO's Game of Thrones Conquered Pop Culture (2019)
- Kistler, Alan. The Unofficial Game of Thrones Cookbook: From Direwolf Ale to Auroch Stew – More Than 150 Recipes from Westeros and Beyond (2012)
- Langley, Travis (ed.). Game of Thrones Psychology: The Mind is Dark and Full of Terrors (2016)
- Larrington, Carolyne. Winter is Coming: The Medieval World of Game of Thrones (2016)
- Lannister, Jammy. Game of Scones: All Men Must Dine: A Parody (2015)
- Lower, James (ed.). Beyond the Wall: Exploring George R.R. Martin's A Song of Ice and Fire (2012)
- Lushkov, Ayelet Haimson. You Win or You Die: The Ancient World of Game of Thrones (2017)
- McDowell, George. Game Of Thrones: The Complete Game Of Thrones Character Description Guide (2015)
- McNeil, Lily. George R.R. Martin: A Biography (2012)
- McNutt, Myles. Game of Thrones: A Guide to Westeros and Beyond: The Complete Series (2019)
- Meredith, Patricia (ed.). The Art of George R.R. Martin's A Song of Ice and Fire Vol. 1 (2005), Vol. 2 (2011)
- Mondschein, Ken. Game of Thrones and the Medieval Art of War (2017)
- Monroe-Cassel, Chelsea and Sariann Lehr. A Feast of Ice and Fire: The Official Game of Thrones Companion Cookbook (2012)
- Moore, Pearson. Game of Thrones Season One Essays (2011)
- Nolan, David. Game of Thrones: The Ultimate Game of Thrones Character Description Guide: (Includes 41 Game of Thrones Characters): Volume 1 (2014), Volume 2 (2015)
- Nichols, Rupert M. The Unofficial Game of Thrones Encyclopedia (2016)
- Nolan, David. Game of Thrones: The Ultimate Game of Thrones Family History Collection (2014)
- Orwell, Paul. Game of Thrones: An Unofficial Travel Guide (2015)
- Pavlac, Bryan A. Game of Thrones versus History: Written in Blood (2017)
- Perry, Nicholas. Games of Thrones Revealed: All the Dirty Little Secrets You Never Knew (2015)
- Peterson, David J. Living Language Dothraki: A Conversational Language Course Based on the Hit Original HBO Series Game of Thrones (2014)
- Renfro, Kim. The Unofficial Guide to Game of Thrones (2019)
- Reynolds, Simon. Game of Thrones: Book Of Characters (2015)
- Rocher, Pierre. Lords of Westeros (2018)
- Scottt, Duncan M. Game of Thrones: Language and Vocabulary: The Game of Thrones Index (2014)
- Silverman, Eric J. and Robert Arp. The Ultimate Game of Thrones and Philosophy: You Think or Die (2016)
- Snow, Jane. Game of Thrones Unofficial Guide: Random Facts, Plot, Secrets, and Gossips (2019)
- Stark, Aaron. Game of Thrones Jokes: Unofficial Jokes for Game of Thrones Fans (2019)
- Stark, J. B. Game of Thrones Facts and Quizzes: An Unofficial Game of Thrones Trivia Book (2019)
- Tarly, S. The Comprehensive Collection of Things that Jon Snow Knows (2016)
- Taylor, C. A. Inside HBO's Game of Thrones: Seasons 3 & 4 (2014)
- The Harvard Lampoon. Lame of Thrones: The Final Book in a Song of Hot and Cold (2020)
- Thomson, Rebecca T. Fire, Ice and Physics: The Science of Game of Thrones (2019)
- Thorne, Jon. Games of Thrones in Brief: The Unofficial Guide to HBO's Adaptation of George R.R. Martin's 'A Song of Ice and Fire' (2014)
- Tustison, Heather. Game of Thrones Fun Facts and Trivia: Facts You Probably Don’t Know Unless You Read the Books Vol. 1 (2017), Vol. 2 (2017)
- Weinszok, David. The History Behind Game of Thrones: The North Remembers (2019)
- West, Ed. Iron, Fire and Ice: The Real History That Inspired Game of Thrones (2019)

### Книги на други езици
- ((it)) Aurelio, Matteo. Comunicazione e marketing in tv: il caso Game of Thrones: La serie televisiva del momento (2017)
- ((fr)) Azulys, Sam. Philosopher avec Game of Thrones (2016)
- ((de)) Brüns, Elke. Game of Thrones: 100 Seiten (2019)
- ((it)) Cannata, Fabiola. Westeros: Il Trono di Spade dal romanzo alla realtà (2015)
- ((fr)) Chaillan, Marianne. Game of Thrones, une métaphysique des meurtres (2017)
- ((fr)) Chaillan, Marianne. Game of Thrones, une fin sombre et pleine de terreur (2019)
- ((it)) Cogman, Bryan. Il Trono di Spade. Dietro le quinte della serie HBO (2012)
- ((de)) Fischer, Nadine. Wirkungsqualität Spannender Szenen. Ein Vergleich Der Buchreihe a Song of Ice and Fire Mit Der Fernsehserie Game of Thrones (2017)
- ((fr)) Fossois, Gwendall. La mythologie selon Game of Thrones (2019)
- ((it)) Iglesias, Pablo (ed.). Vincere o morire. Lezioni politiche nel Trono di Spade (2017)
- ((it)) Jacoby, Henry. La filosofia del „Trono di spade“. Etica, politica, metafisica (2015)
- ((de)) May, Markus, Michael Baumann, Robert Baumgartner und Tobias Eder. Die Welt von »Game of Thrones«: Kulturwissenschaftliche Perspektiven auf George R.R. Martins »A Song of Ice and Fire« (2016)
- ((it)) Poli, Chiara. Il mondo de „Il trono di spade“. Eroi, guerrieri e simboli dei sette regni (2015)